# Salgótarján BFC
Salgótarján-Baglyasalja Futball Club (SBFC) Salgótarján labdarúgócsapata.

## Története
A 2006–2007-es Nógrád megyei labdarúgó bajnokság I. osztályának győztese a szomszédvár Somosi SE vívta ki a feljutást. Ezek után szinte példa nélküli megoldás született: Somoskőújfalu és Baglyasalja sportvezetői és a labdarúgás támogatói egy fúzióban állapodtak meg, miszerint
- Egy NB III-as felnőtt
- Egy U19-es ifjúsági
- Egy U16-os serdülő
- Egy-egy megyei I. osztályú felnőtt, ifjúsági és serdülő csapattal

kezdik el a 2007-2008-as bajnokságot.
A fúzióban három sporttelep áll a csapatok rendelkezésére, közte a közelmúltban felújított Kohász stadion a Dolinkában. A stadionnak nevet is kellett találni: névadóként a legendás Aranycsapat városban élő tagjára, Szojka Ferencre esett a választás.
Az avató ünnepséget 2007 szeptember elsején tartották meg, és az avató mérkőzést a város 2 legendás csapata az SKSE és az SBTC vívta, persze csak az öregfiúk. Ezután egy rövid show-műsor következett majd az Eger FC elleni NB III-as bajnoki mérkőzés (1-1) közel 2500 néző előtt; gólszerzők: Vígh 34p, Novák 68p. Az első mérkőzés a már Maglód elleni lejátszott mérkőzés volt az NB III-ban (0-0).

## Külső hivatkozások
- A Salgótarján BFC honlapja[halott link]
- A csapat bajnoki múltja